# Yamada-kun to 7-nin no Majo
Yamada-kun to 7-nin no Majo (яп. 山田くんと７人の魔女, укр. Ямада та сім відьом) — манґа авторки й ілюстраторки Мікі Йосікави. Публікується видавництвом Kodansha в журналі Weekly Shonen Magazine з 22 лютого 2012 року до 22 лютого 2017 року. Серія ліцензована китайською мовою тайванським видавництвом Tong Li. Адаптована в телесеріал, який транслювався на FujiTV у серпні-вересні 2013 року. 26 жовтня 2013 року Crunchyroll оголосила про партнерство з Kodansha, яке буде поширювати оцифровані глави манґи в 170 країнах. Серія ліцензована для релізу в Північній Америці Kodansha Comics USA. Існує аніме-адаптація, трансляція якої розпочалася 12 квітня 2015 року. Випуск серій завершився 2017 року, було випущено 28 томів.

## Сюжет
Рю Ямада — відомий хуліган у своїй школі, який постійно нудьгує на уроках після переведення до іншого закладу. Проте одного разу він випадково падає зі сходів на Урару Сіраісі, найкращу ученицю. Коли Ямада прокидається, він розуміє, що помінявся з нею тілами. Експерименти та спроби скасування змін показали, що обмін тілами можливий лише завдяки поцілунку. Коли шок минув, обидва зрозуміли, що в обміні є свої плюси. І ось хуліган із мозком генія почав виправляти оцінки, лякаючи вчителів, а красуня-відмінниця з душею хлопця швидко поліпшила відносини з однокласниками.
За пропозицією віце-президента студради Тораносуке Міямури вони вступають у клуб із дослідження надприродних явищ. До колективу приєднується Міябе Іто, дівчина, одержима паранормальними явищами. Пізніше головні герої познайомилися з легендою про сім відьом — дівчатах із надприродними здібностями, що зустрічаються в кожному поколінні учнів школи Судзаку. Хтось із дівчат, як Урара, ховає свої здібності, хтось використовує для своєї вигоди, не забуваючи про маскування. Ямада — унікальна особистість, бо через поцілунок може копіювати будь-яку здатність, а господині дару не можуть заподіяти шкоду.
Пізніше до клубу приєднується Кентаро Цубакі, який стає його частиною після історії з пожежою в старій будівлі. Після з'ясування того, хто є сьомою відьмою — Ріка Сайонджі, Ямада мав втратити спогади про відьом, але вийшло навпаки — саме відьми та учні втратили всі спогади. Поки студентська рада намагалася завадити цьому процесу, Ямада відновлює всі спогади про відьом поцілунком, збирає всіх дівчат на церемонії, де він хоче аби сили зникли. Він зізнається в кохання Урарі й вони починають зустрічатися.

## Виробництво
Попередня роботи авторки манґи Мікі Йосікави — Flunk Punk Rumble (Yankee-kun to Megane-chan), публікувалася видавництвом Kodansha в журналі Weekly Shonen Magazine з 2006—2011 роки, загальною кількістю в 211 частин. Її редактор запропонував для наступного проєкта написати ван-шот для журналу Bessatsu Shōnen Magazine. Мікі розробила два сюжети для історії та прототипа для Yamada-kun та The Demon's Classroom. Спочатку була обрана друга історія, але її стало важко розробляти через те, що головною героїнею була дівчинка, що навчалася в початковій школі. Врешті-решт, прототип Ямади став головним для створення манґи Yamada-kun.
В інтерв'ю вебсайту Natalie, Йосікава сказала, що ідея обміну тілами цікавила її ще в дні створення Yankee-kun, тому вона досліджувала цю тему, читаючи книги з анатомії, дізнаючись про різницю між чоловіками й жінками не лише у фізичному плані, але й в емоційному. Але, у цілому, вона вирішила піти на це, тому що їй подобалася сама ідея. «Це тема мене просто зацікавила, але також я уявляла, як реагуватиме хлопець, дізнавшись, що він знаходиться в жіночому тілі і навпаки». Вона ставиться до героїв, що обмінялися тілами, абсолютно як до інших персонажів. На з'їзді Anime Expo 2015, Мікі сказала, що початково думала лише про обмін тілами як зміну статі, але потім її зацікавила тема потенційної магічної сили.
Коли було зауважено, що головні герої двох манґ були шкільними хуліганами, Йосікава відповіла, що такий тип героїв є доволі легким для зображення, тому що сама авторка виросла в нижньому районі Токіо. Прототипи героїв та їхні імена не запозичені від її друзів, тому вони можуть бути дещо божевільними. На з'їзді Anime Expo 2015, Мікі сказала, що герої відображають різні сторони її самої. Також авторка зауважила, що персонажі Yamada-kun ходять до іншої школи, ніж герої Yankee-kun, але вони живуть у сусідніх районах.
Що стосується зображення певних сцен, то Мікі робить спроби зробити кожен поцілунок відмінним від попереднього, але здебільшого вона використовує бокову сторону для того, щоб упевнитися в правильності зображення. Говорячи про поцілунки з особами однакової статі, вона відповіла, що це не було спрямовано на певну групу людей, це був просто «неминучий результат подій». Під час з'їзду Anime Expo 2015, Йосікава сказала, що мала п'ять помічників. Вона малює від руки в чорно-білому кольорі та використовує комп'ютер для заливки кольорів. Авторка витрачає половину свого часу на сюжет, іншу — на малювання.

## Персонажі
- Рю Ямада (яп. 山田 竜)

Головний герой. Має загострене блакитне-чорне волосся та чорні очі, носить шкільну форму із засуканими рукавами. Перш ніж перейти до старшої школи, він мав іншу зачіску.
Типовий шкільний хуліган. Завжди спізнюється до школи, спить у класі під час уроків і отримує жахливі оцінки. Попри свій характер допомагає людям, коли вони в біді. Після багатьох подій, які сталися з ним, він став набагато кращим.
Коли Рю цілує одну з відьом з особливими здібностями — Урару, він здатен дублювати їх і використовувати проти інших людей. Улюблена їжа Ямади — якісоба.
Ямада закоханий в Урару, проте не розуміє, що подобається Нене.
- Урара Сіраісі (яп. 白石 うらら)

Головна героїня і президент клубу з вивчення паранормальних явищ. Красива дівчина середнього зросту зі світлим волоссям, карими очима, великими грудьми і стрункою фігурою. Її волосся довге, доходить до спини з парою Х-подібних прикрас, і двома великими пасмами. Як зазначав Міямура, вона є дуже привабливою, її обожнюють багато хлопчиків через виняткову красу. Незважаючи на її статус як однієї з найкрасивіших дівчат в Судзаку, Урара не носить макіяж і відмовляється використовувати косметику. Як і більшість дівчат, Сіраісі зазвичай одягнена у звичайну шкільну форму, що складається з сорочки з білим коміром і спідниці з червоними смугами. У теплу пору року вона носить легкий жилет на сорочці, у той час як чорний піджак взимку.
У неї часто серйозний вираз обличчя, що створює враження, що вона байдужа до людей і подій навколо неї. До обміну тілами з Рю Ямадою, Урара була винятково блискучою студенткою, холодною та асоціальною. У зв'язку з останніми неприємними інцидентами, вона проявляє неприязнь до людей і відмовляється вступати до коледжу в майбутньому, вважаючи, що будь-які інші спроби встановити зв'язки стануть аналогічним результатом. Проте дівчина поважає своїх учителів, які бачать її в ролі ідеальної студентки.
Після обміну тілами Урара оголошує про свій намір вступати до коледжу, поки Ямада погоджується з тим, щоб залишитися з нею. Дует встановлює тісні зв'язки зі своїми колегами по клубу, холодна особистість дівчини значно пом'якшується. Хоча більшу частину вільного часу Сіраісі залишається серйозною, іноді вона показує теплий бік характеру стосовно Рю, навіть висловлюючи ледь помітні ознаки ревнощів, коли він знаходиться з іншою дівчиною. В Урари знижений рівень скромності, вона займає розслаблену позицію в наготі.
Її день народження — 24 грудня.
- Тораносуке Міямура (яп. 宮村 虎之介)

Віце-президент клубу з вивчення паранормальних явищ. Високий, худорлявий старшокласник з білим волоссям і темними очима.
Міямура переконав Ямаду і Сіраісі приєднатися до «вмираючого» клубу з дослідження паранормальних явищ, як де-факто місце зустрічі для обміну тілами. Його старша сестра, Леона, вчилася в тій же школі. Він також типовий збоченець.
- Міябі Іто (яп. 伊藤 雅)

Шанувальниця надприродного, учасниця клубу з вивчення паранормальних явищ. Через це в неї не було друзів, поки вона не увійшла до клубу та дізналася про секрет Ямади. Міябі загалом спокійна дівчина, хоча може втратити самовладання і бути сварливою час від часу.
- Нене Одагірі (яп. 小田切 寧々)

Одна з семи відьом і віце-президент студради. Дівчина середнього зросту з пишними формами, але худорлявої статури. Вона має фіолетове волосся, яке досягає середини потилиці, фіолетові очі й відносно густі брови.
Здатність Нене — приворот. Людина, яку дівчина поцілує, закохається в неї. Проте ця здатність не може бути використана на абсолютно всіх людей, як і не кожен може бути зачарований нею. Також ефект відсутній у випадку з іншою відьмою.
Закохана в головного героя — Рю Ямаду.

## Медіа

### Манґа
Манґа написана й ілюстрована Мікі Йосікавою та серіалізована видавництвом у журналі Weekly Shōnen Magazine. Перша частина опублікована у 12 випуску в 2012 році. Серія випущена у вигляді танкобону, перший — 15 червня 2012 р., найпізніший 17-й — 15 травня 2015-го.

### Телесеріал
Драматичний телесеріал випущений в ефір 10 серпня 2013 року на FujiTV об 11:10. Рю Ямаду грає Юсуке Ямамаото, Урару Сіраісі — Марія Нісіучі. Музична тема — «Time Machine Nante Iranai» у виконанні колишньої лідерки гурту AKB48 — Ацуко Маеди. Вона описала дану пісню як «веселу та світлу», і сподівається, що вона оживить телесеріал. Такий спонсор, як Самсунг, використав головних героїв телесеріалу у своїх рекламних роликах.

#### Список епізодів
Середній рейтинг серій був 6.3 %.

### Аніме
Перше анімаційне відео для промоушена випущено Liden Films 26 серпня 2013 року. Режисер — Сейкі Такуно. Рю Ямаду озвучує Рьота Осака, Урару Сіраісі — Саорі Хаямі. У червні 2014 року Liden Films запустила вебсайт з новинами про проєкт. Перше OAD випущене 17 грудня 2014 року, друге — 15 травня 2015 року.
У листопаді 2014-го Liden films анонсувала плани про аніме-серіал. Режисер — Томокі Такуно, автора IDOLM@STER: XENOGLOSSIA, Love Live! School Idol Project. Сценаристом став Мічіко Йокоте, дизайнером персонажів — Еріко Ііда, композитором — Масару Йокояма.
12-епізодну аніме-адаптацію було випущено Liden Films, що транслювалася в Японії з 12 квітня до 28 червня 2015 року. Режисер — Томокі Такуно. Музична тема — «Kuchizuke Diamond» (яп.くちづけDiamond) у виконанні WEAVER та «CANDY MAGIC» у виконанні Mimi Meme Mimi.

## Продаж
Станом на лютий 2017 року, було продано близько 3.85 мільйонів копій манґи в Японії.